# Bison antiquus
Bison antiquus – wymarły gatunek dużego ssaka wołowatego występującego w plejstocenie na terenie Ameryki Północnej. Jest uznawany za bezpośredniego przodka współcześnie żyjącego bizona amerykańskiego (Bison bison). Prawdopodobnie wywodzi się od Bison priscus.
Zaliczany do megafauny Bison antiquus był większy od współczesnego bizona. Ważył ponad tonę, a rozpiętość jego rogów wynosiła 1m (podobnie jak u żubra pierwotnego, lecz tamten ważył 2,5 t i miał 2 m wysokości i 3 długości). Zasiedlał tereny od Kanady po Meksyk. Występował licznie. Wymarł 10 tysięcy lat temu.
Niedaleko miasta Crawford w Nebrasce w 1954 roku odkryto pierwsze, częściowo skamieniałe kości Bison antiquus, podjęte w 1970 i 1990 roku wykopaliska pozwoliły odkryć blisko 600 szkieletów tych zwierząt. Stanowisko to jest obecnie pod opieką United States Forest Service i nazywa się Hudson-Meng Bison Kill Site. Wymarcie tych zwierząt spowodowane było najprawdopodobniej przez człowieka i miało miejsce pomiędzy 9000 a 9800 lat temu.